# فيرنر أولريش (منظر أعمال)
فيرنر أولريش هو منظر أعمال ‏ سويسري، ولد في 1948.